# Abdul Qadeer Khan
Abdul Qadeer Khan (in lingua urdu:  عبدالقدیر خان; Bhopal, 1º aprile 1936 – Islamabad, 10 ottobre 2021) è stato un ingegnere pakistano.
Il secondo nome "Qadeer" è reso a volte come Quadeer, Qadir o Gadeer ed il suo nome è spesso abbreviato in A.Q.. Ingegnere metallurgico, divenne conosciuto per essere stato il "padre" della prima bomba atomica del Pakistan.

## Biografia
Nel gennaio del 2004 confessò di essere coinvolto in una rete internazionale che trafficava tecnologie per la costruzione di armi nucleari, che si estendeva dal Pakistan, alla Libia, alla Corea del Nord. Il 5 febbraio 2004, il presidente del Pakistan, il generale Pervez Musharraf, annunciò di aver ufficialmente perdonato Khan.
Il 23 agosto 2005, il generale Musharraf, in un'intervista con Kyodo News, confermò che A.Q. Khan aveva rifornito di gas centrifugato (usato per l'arricchimento dell'uranio) la Corea del Nord e alcune quantità di esafluoruro di uranio.
Morì nel 2021, vittima delle complicazioni da COVID-19.